# أييوس نيكولاوس (أيتوليا كي أكارنانيا)
أييوس نيكولاوس (Άγιος Νικόλαος) هي مدينة في أيتوليا كي أكارنانيا في مقاطعة كينتريكي إلادا في اليونان.
يبلغ عدد سكانها حوالي 1098   نسمة.